# Kaposvári cukorgyár
Az 1894-től üzemelő kaposvári cukorgyár 2008-tól Magyarország egyetlen működő cukorgyára.

## Története
Kaposvár iparának egyik meghatározó ága az élelmiszeripar. A város egyik legnagyobb üzeme a Magyar Általános Hitelbank tulajdonában álló Mezőgazdasági Ipar Részvénytársaság (MIR) cukorgyára volt, amelyet az 1888. évi új cukoradó törvényt követő  cukoripari konjunktúra során alapítottak. Az 1894-től üzemelő gyár elsősorban Észak-Olaszország porcukor, cukor ellátására alapozva a gyártást. Az első világháború alatt és után átállította kereskedelmét, és elsősorban a Balkán országaiba, valamint Angliába exportálta termékeit. A gyár 1929-es rekonstrukciójával az ország akkor 13 cukorgyára közül a nagyságát tekintve a negyedik helyen állt. Termelési adatait tekintve a Dunántúl legjelentősebb mezőgazdasági üzeme volt, amely a környék cukorrépa feldolgozására rendezkedett be, ezáltal nemcsak a város, hanem a vármegye egyik legtöbb termelőt és dolgozót foglalkoztató üzemévé fejlődött. A MIR cukorgyár a termelésének kapacitásait 1935-ben a Helios elnevezésű konzervüzemmel bővítette, amely elsősorban paradicsomkonzerv előállítására szakosodott. 1936-ban még csak napi 3-4 vagon paradicsom feldolgozására rendezkedett be, de termelését 1943-ban már napi 100 mázsára tudta fokozni.
A cukorgyár megtelepedése elindítójává vált a Pécsi utcai városrész fejlődésének. A gyár kulturális feladatokat is magára vállalt. A Hősök templomának építésében és a Rákóczi sportklub alapításában jelentős szerepet töltött be. Számos munkásjóléti intézményt tartott fenn: egyebek közt munkásfürdő, orvosi rendelő, fűszerüzlet, mészárszék, fogyasztási szövetkezet, könyvtár, munkásdalárda szolgálta a dolgozók fizikai és szellemi épülését. A gyár fűtéssel, villanyvilágítással, kerttel ellátott lakásokat építtetett – és biztos állást kínált – a munkásoknak, akiktől persze teljes odaadást követelt.
A második világháború során, 1944. október 12-én kora délután angolszász repülőgépekről hét bomba hullott a gyárra. Egy mérnök meghalt, öt munkás és alkalmazott megsebesült, és súlyos anyagi károk keletkeztek. A gyár 1945 elejétől ismét termelni kezdett, laboratóriumában élesztőt is előállítottak a munkások és a városi lakosság számára. 1948 márciusában a cukorgyár üzemi bizottságának rendkívüli gyűlésén jelentették be a Mezőgazdasági Ipari Részvénytársaság üzemeinek államosítását; a tulajdonosi jogok gyakorlója a Pénzügyminisztérium felügyelete alatt álló Cukoripari Igazgatóság lett.  A cukorgyár irányítását egy géplakatos vette át. 1957. március 21-én a városban először itt alakult meg a KISZ-szervezet, 1959-ben itt jött létre Somogy megye első szocialista brigádja. 1964. január 1-jétől a gyár az ország tizenegy cukorgyárát és a Cukoripari Kutató Intézetet magába foglaló Magyar Cukoripar országos nagyvállalat részeként működött tovább. 1971-ben a cukorgyárak önálló vállalatokká alakultak a Cukoripari Vállalatok Trösztjén belül. Az évek során újabb fejlesztésekre került sor, a cukorgyár azonban műszakilag lassan elöregedett, és bár a nyolcvanas évekre némileg növelte termelését, munkáslétszáma egyre csökkent.
1990-ben a Kaposvári Cukorgyár jogutódjaként létrejött a Kaposcukor Részvénytársaság, amely az osztrák Agrana (akkori nevén Ostzucker AG) többségi tulajdonába került, ezáltal a német Südzucker cégcsoport részeként működött tovább. 1995. július 1-jén öt cukoripari részvénytársaság egyesülésével megalakult a Magyar Cukorgyártó és Forgalmazó Rt., amelybe 1998. december 22-én beolvadt a Kaposcukor Rt. is. 7200 tonna napi répafeldolgozási kapacitásával és 105 400 tonnás cukorgyártási és forgalmazási kvótájával az európai középmezőnyhöz tartozik. A társaság fogyasztói és ipari felhasználásra szánt minőségi termékeket állít elő a fogyasztók és az ipar részére répa- és nádcukorból Magyarország egyetlen cukorgyárában, ahol 2007-ben egy korszerű biogázüzem is épült.

## Kapcsolódó szócikk
- Kaposvári Gazdasági Vasút